# Jerzy Bandura

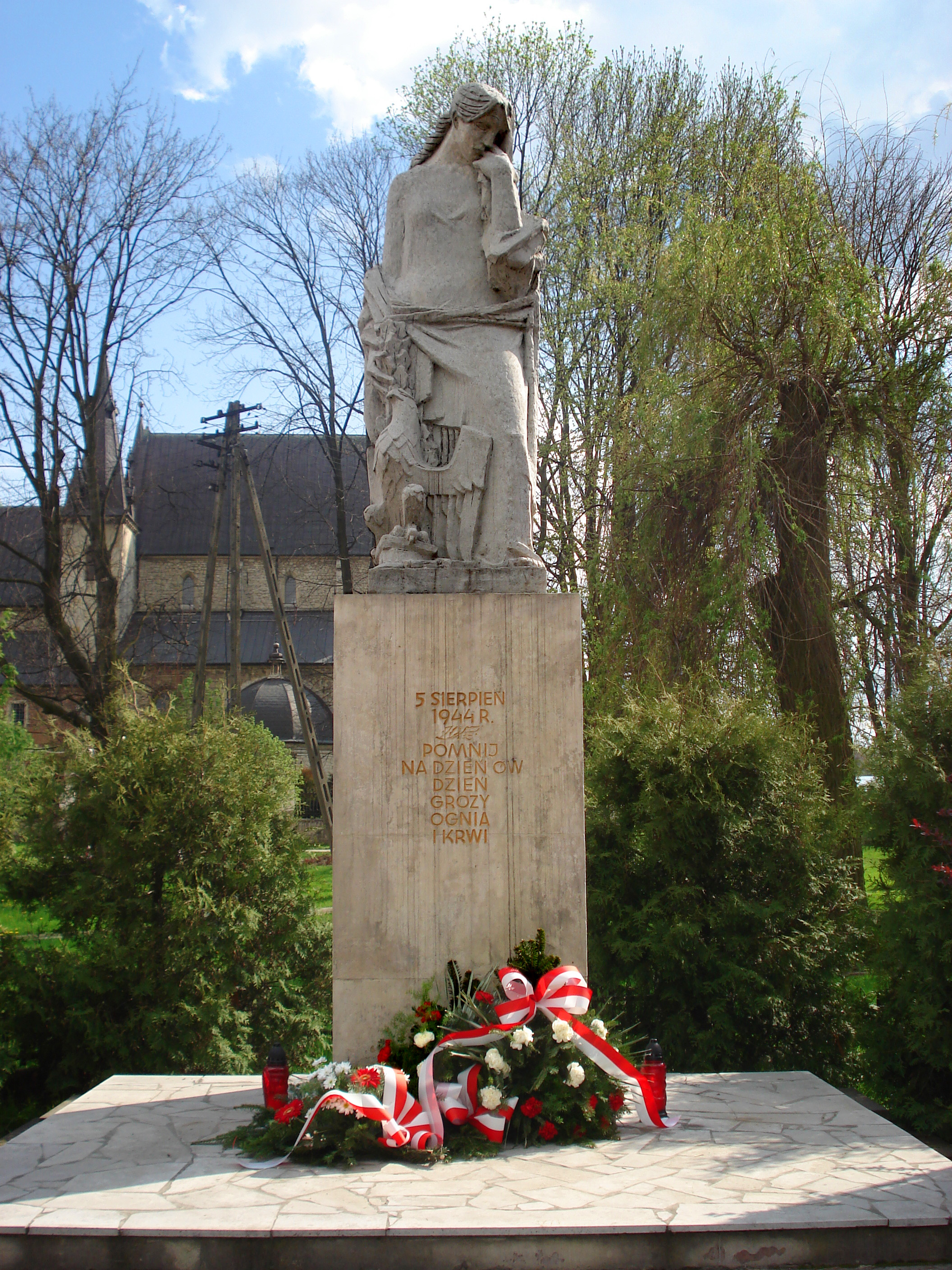
Pomnik tragedii skalbmierskiej

Jerzy Bandura (ur. 14 października 1915 w Chabówce, zm. 19 października 1987 w Krakowie) – polski rzeźbiarz, grafik, medalier.

## Życiorys
Był uczniem Xawerego Dunikowskiego. Od 1946 był wykładowcą w ASP w Krakowie. W 1957 uzyskał tytuł profesora.
Jego zakres zainteresowań był bardzo szeroki. Od 1947 należał do krakowskiej Grupy Dziewięciu Grafików. Tworzył drzeworyty i ekslibrisy. W tymże 1947, za plakat o tematyce ONZ uzyskał nagrodę w międzynarodowym konkursie. Zajmował się również medalierstwem oraz projektowaniem mebli, witraży i mozaik. Tworzył rzeźby o tematyce sportowej i sakralnej. Głównie znany był jednak jako twórca rzeźb monumentalnych i pomników. W 1986 wszedł w skład Ogólnopolskiego Komitetu Grunwaldzkiego.
W 1948 uczestniczył w konkursie sztuki (w dziedzinie rzeźby) na igrzyskach olimpijskich w Londynie. W krajowym konkursie kwalifikacyjnym jego praca Crawl zdobyła pierwszą nagrodę, w konkursie olimpijskim uzyskała natomiast wyróżnienie honorowe.
Pochowany został na Cmentarzu Salwatorskim w Krakowie, sektor P-4-10.

## Realizacje
- Pomnik tragedii skalbmierskiej – 1946
- Pomnik Adama Mickiewicza w Nowym Sączu
- Pomnik Mikołaja Kopernika w Chorzowie – 1964
- Pomnik Zwycięstwa Grunwaldzkiego – 1960 (wspólnie z architektem Witoldem Cęckiewiczem)
- Ołtarze, ambona, chrzcielnica i witraże w Kościele Farnym w Jaśle w latach 60. XX w.

## Odznaczenia
- 1954: Złoty Krzyż Zasługi – w 10 rocznicę Polski Ludowej za zasługi w dziedzinie kultury i sztuki[2]
- Order „Sztandaru Pracy” II klasy
- Medal Komisji Edukacji Narodowej
- Odznaka honorowa „Zasłużony dla Warmii i Mazur” (1960)[3]